# Nécropole de Ponte Messato
La nécropole de Ponte Messato est une ancienne nécropole romaine située dans le quartier Cona à Teramo, province de Teramo dans la région des Abruzzes,.
D'origine préromaine et agrandie à l'époque romaine, elle se développe sur les côtés de l'ancienne route pavée (la Via Caecilia), entourée de monuments.

## Historique

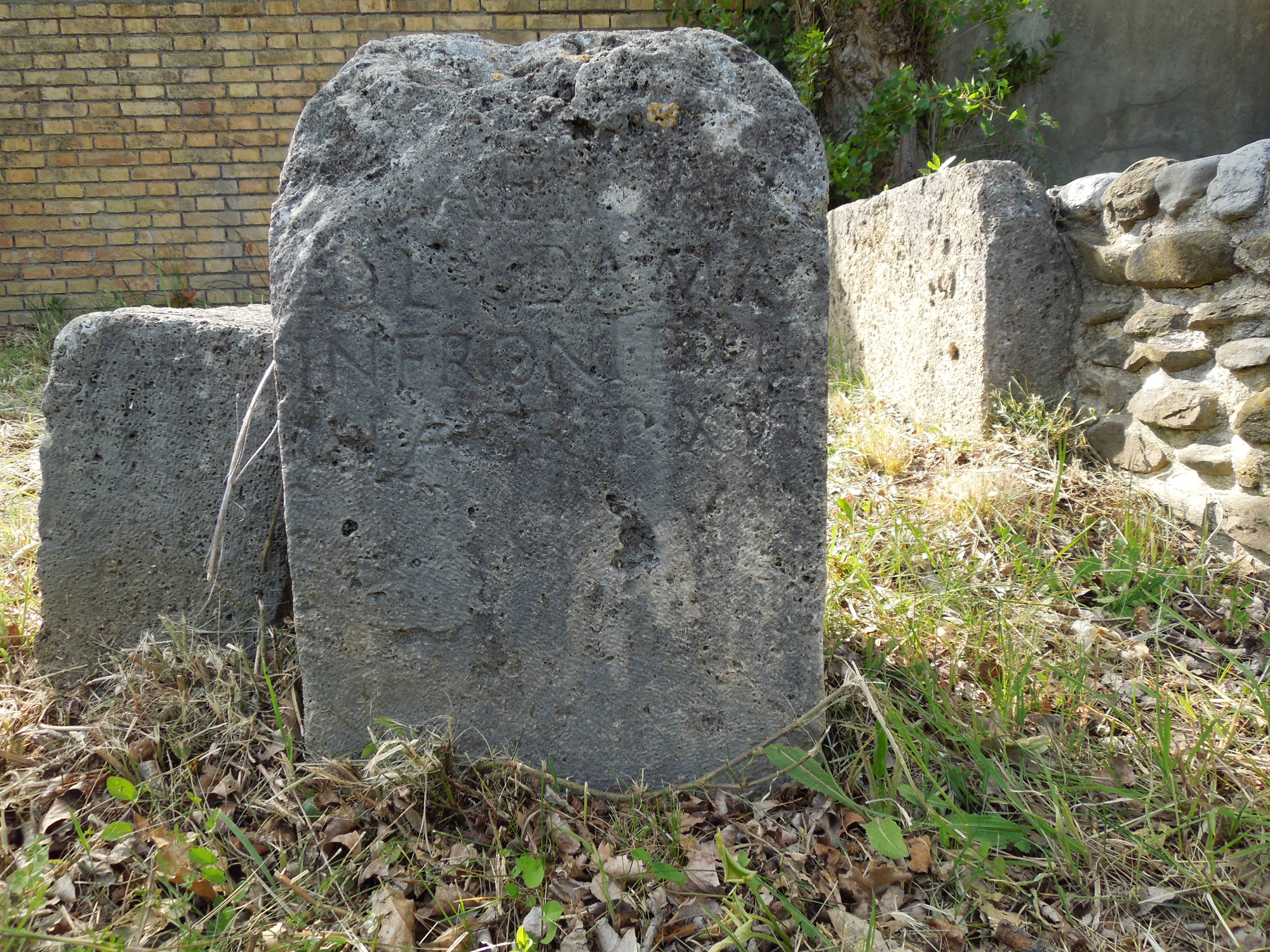
Une tombe hypogée avec inscription.

La zone a été découverte par hasard en 1961, lors de la construction d'un garage pour les autocars de l'ancien INT (Istituto Nazionale Trasporti).
Les ouvriers du chantier, n'ayant pas la sensibilité et la connaissance adéquates de l'importance des vestiges archéologiques nouvellement découverts, selon certains témoignages, « ont cassé les énormes urnes cinéraires dans l'espoir de trouver des pièces d'or… ».

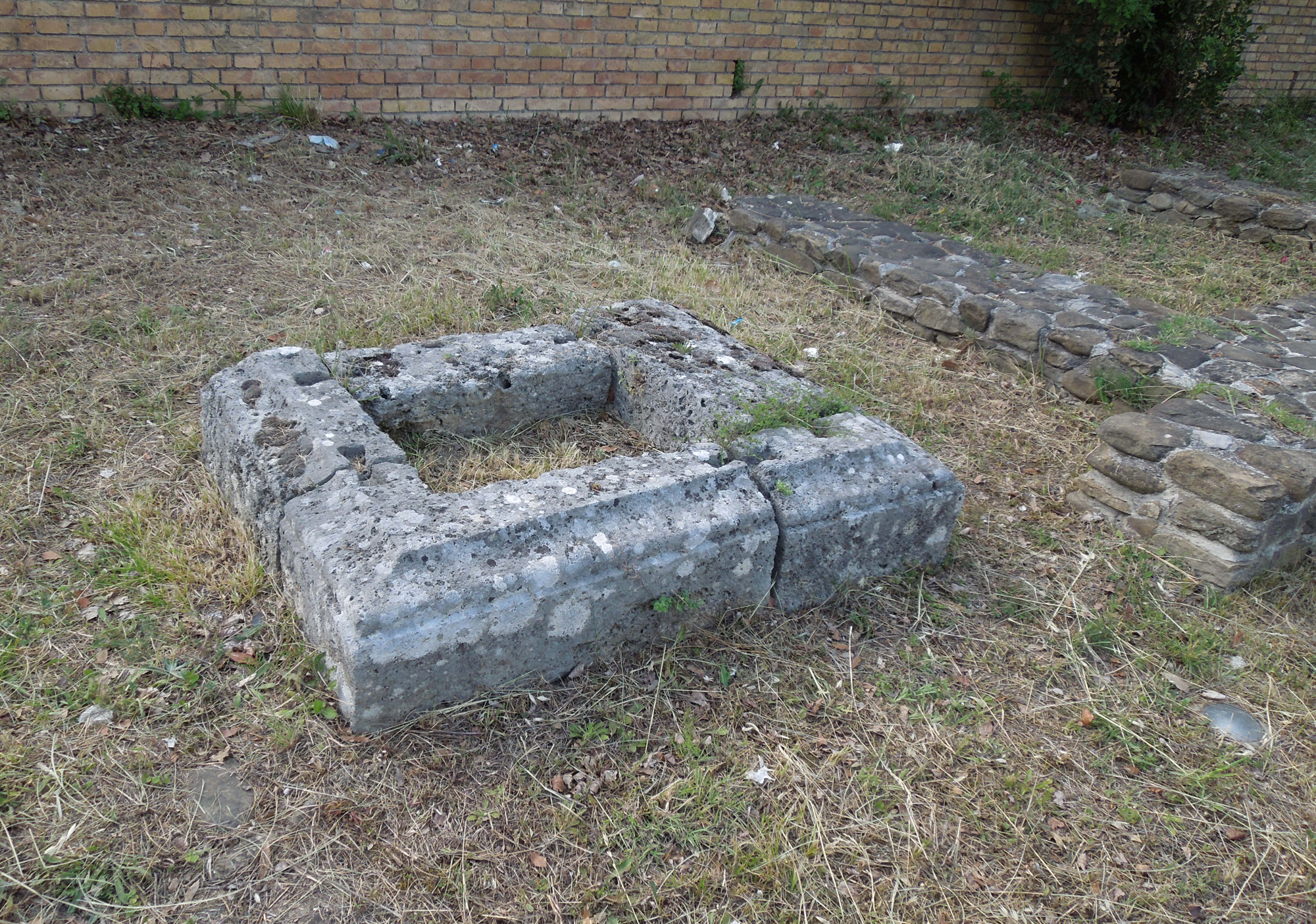
Une tombe hypogée

L'érudit Giammario Sgattoni, qui eut connaissance de la découverte, fut l'un des premiers à intervenir sur place et à raconter l'épisode dans un article publié en 1974 dans la revue Teramo. Adriano La Regina, alors Officier Archéologue de la Surintendance des Antiquités des Abruzzes et du Molise, est intervenu et a mis au jour seize mausolées datant de la période comprise entre la fin du Ier siècle av. J.-C. et le début du Ier siècle, couvrant 1 000 m2, des sépultures datant d'une période allant de l'âge du fer à l'Empire romain ont été retrouvées. En 1982, à la suite de l'identification d'un autre tronçon de voie romaine et de mausolées avec les cendres des défunts, il fut décidé de procéder à une deuxième campagne de fouilles.
Entre 1983 et 1985, sous la direction de Luisa Migliorati et Vincenzo D'Ercole, l'enquête a permis d'identifier une urgence archéologique plus étendue comprenant la voie romaine (déjà identifiée en 1961) et une nécropole avec des tombes monumentales carrées et plan circulaire avec urnes cinéraires à l'intérieur. De 1997 à 2014, des recherches et des fouilles ont été menées par Vincenzo Torrieri avec la création du Parc de la nécropole monumentale de l'époque julio-claudienne sur la "Via Sacra" et la découverte d'un grand temple romano-républicain, sur la voie étrusque. La voie romaine, Interamnium Vorsus, serait un embranchement de la Via Caecilia qui menait à la Sabine, remontant la haute vallée du Vomano et se connectant à la Via Salaria, à Rome.

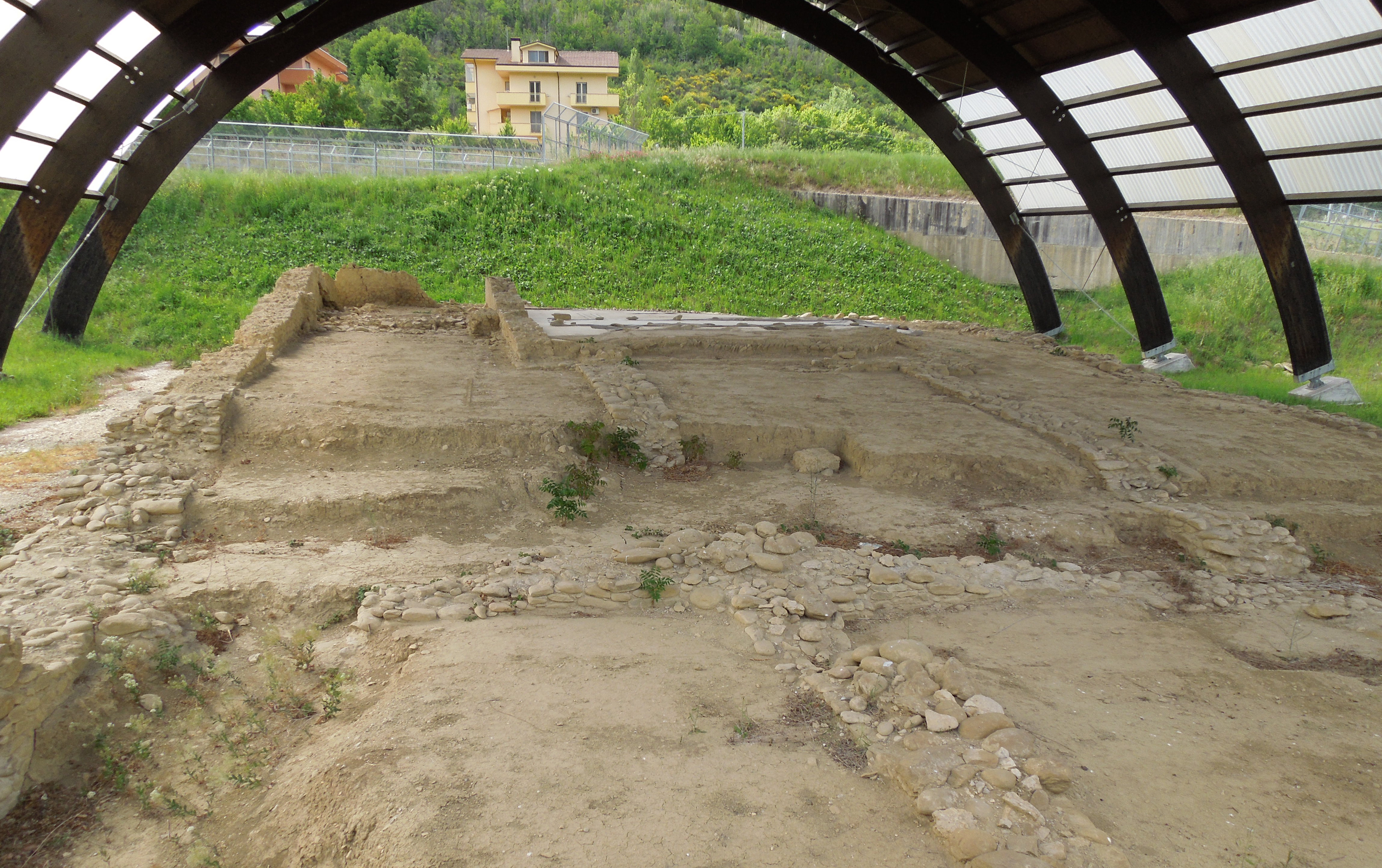
Les fouilles du temple préromain.

En 2000, lors des fouilles des travaux routiers pour la construction du périphérique de Teramo, un temple hellénistique-romain et une autre partie de la nécropole de l'âge du fer ont également été découverts. La zone se trouve à 300 m plus au sud-ouest de celle découverte en 1982. On a pu en déduire que la zone avait été aménagée en terrasses pour pouvoir enterrer les défunts entre le début de l'âge du fer et l'époque archaïque (Xe au VIe siècle av. J.-C.). Il a été possible de constater que la zone la plus proche de Ponte Messato, découverte précédemment, est plus ancienne que celle découverte ultérieurement. Il est concevable que la nécropole de Ponte Messato-La Cona soit la plus importante et la plus étendue parmi les nécropoles disposées dans l'anneau le plus extérieur autour de l'ancienne ville de Teramo (Intermamna Praetuttiorum). D'autres nécropoles proches du noyau de l'ancienne Teramo ont été découvertes près du confluent du Tordino avec la Vezzola, des tombes de l'âge du fer dans le jardin public à l'extérieur de la Porta San Giorgio ou près de l'Istituto Tecnico Comi, et les tombeaux encore plus proches de l'ancien noyau historique, Via Carducci et Via Delfico.

## Galerie

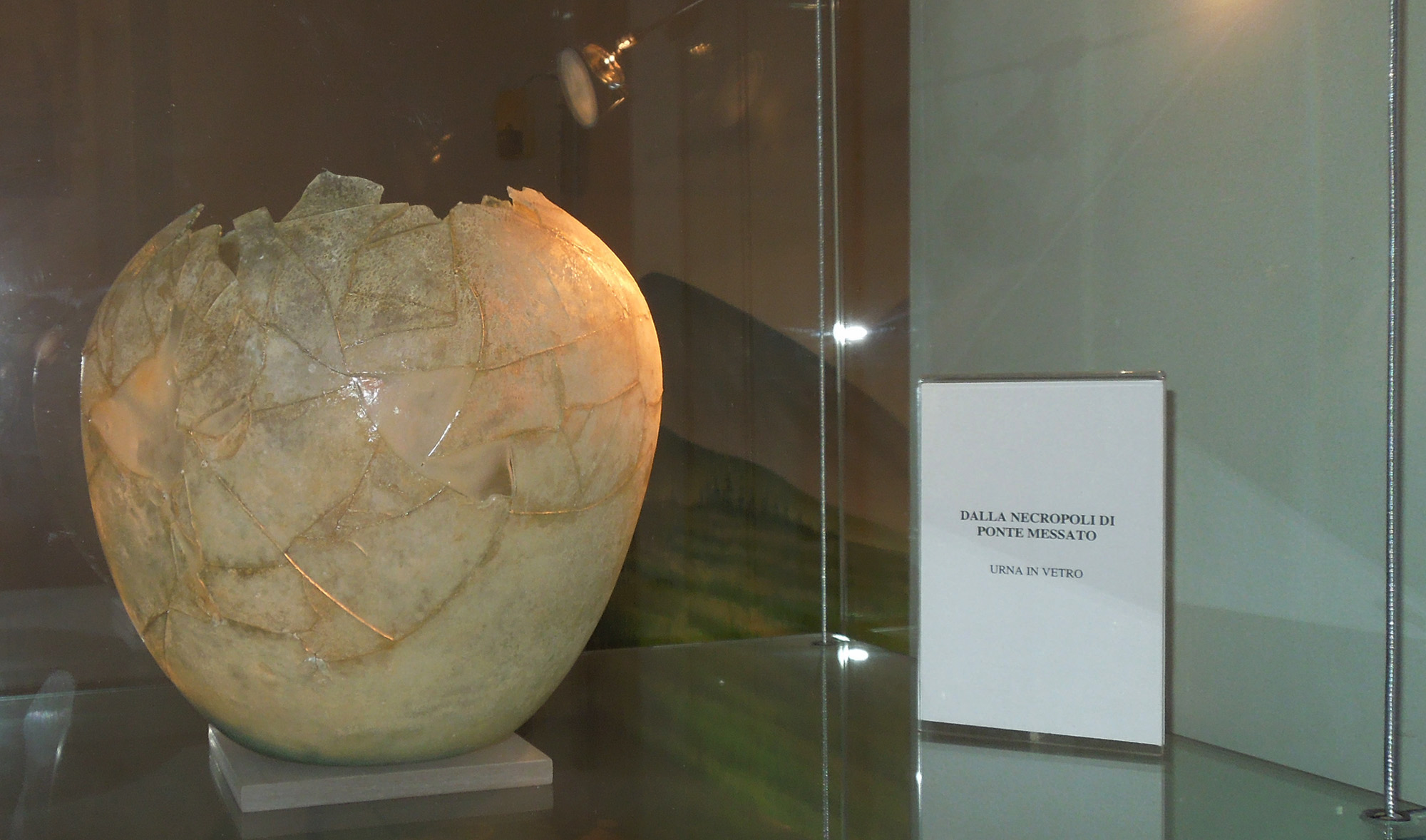
Une urne cinéraire en verre.
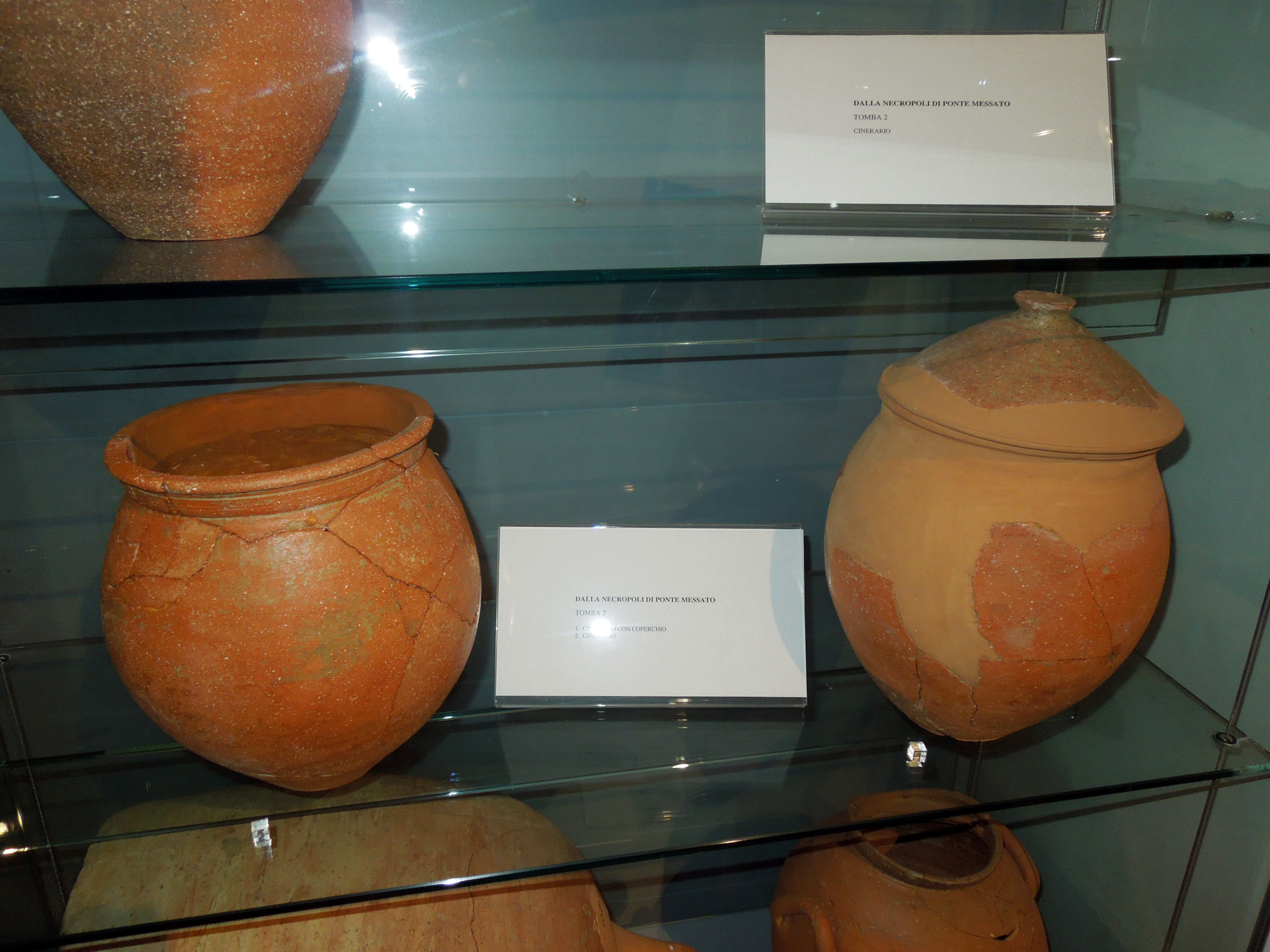
Des jarres cinéraires.
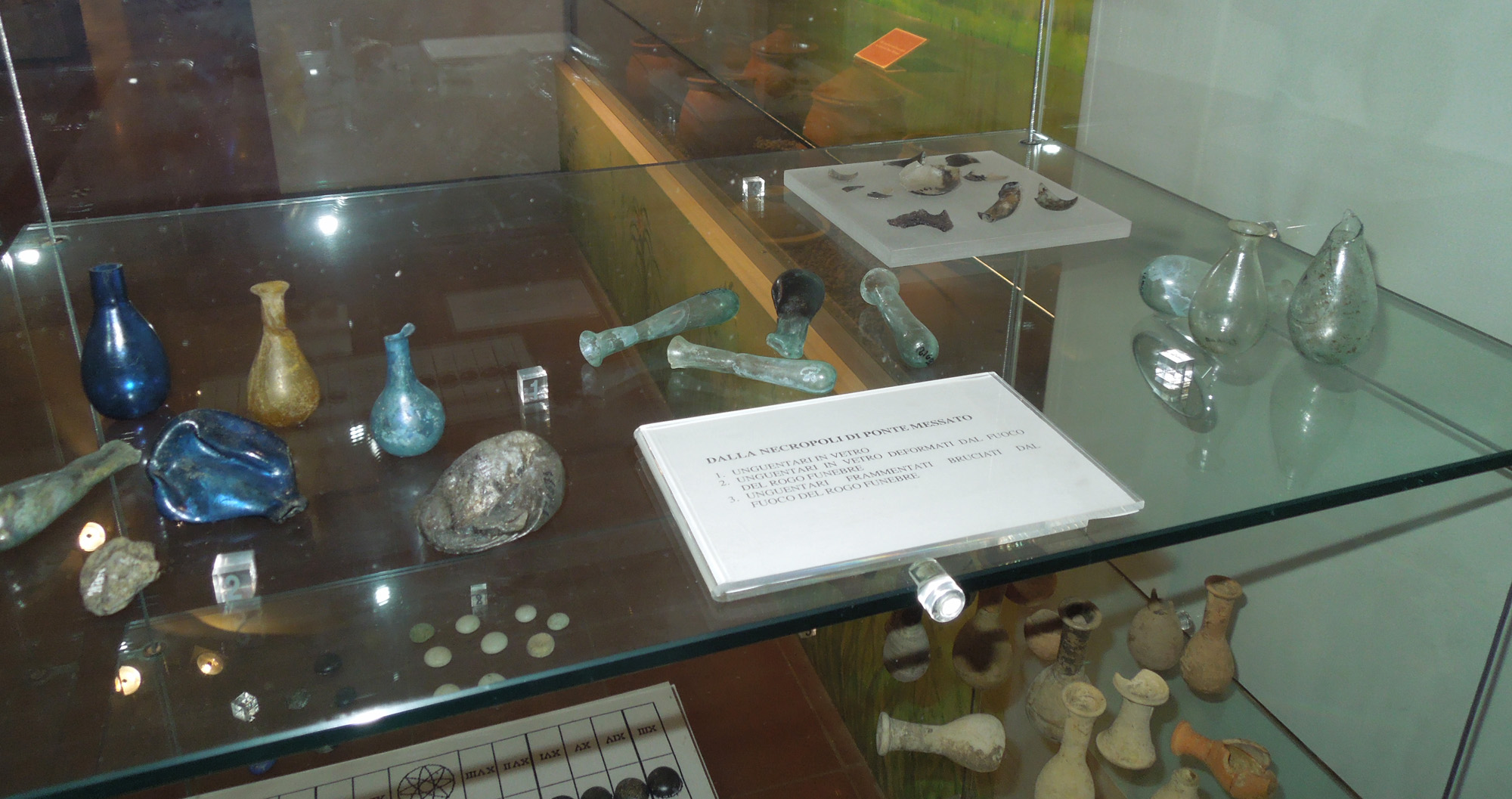
Des pots à pommade trouvés dans la nécropole.